# Joran Vermeulen
Joran Vermeulen (Valkenswaard, 5 juni 2000) is een Nederlands voetballer die als aanvaller speelt.

## Carrière
Joran Vermeulen speelde in de jeugd van VV De Valk, FC Eindhoven, Lommel SK, VVV-Venlo/Helmond Sport en weer FC Eindhoven. Sinds 2017 maakt hij deel uit van de selectie van FC Eindhoven, waarvoor hij op 13 april 2018 debuteerde. Dit was in de met 1-3 gewonnen uitwedstrijd tegen Go Ahead Eagles. Vermeulen kwam in de 88e minuut in het veld voor Elton Kabangu. In 2019 keerde hij terug bij Lommel SK. Daar kwam hij niet verder dan het tweede team en na een half jaar ging hij in het Nederlandse amateurvoetbal voor VV De Valk spelen.

### Statistieken
| Seizoen                    | Club           | Land           | Competitie     | Competitie | Competitie | Beker | Beker | Totaal | Totaal |
| Seizoen                    | Club           | Land           | Competitie     | Wed.       | Dlp.       | Wed.  | Dlp.  | Wed.   | Dlp.   |
| -------------------------- | -------------- | -------------- | -------------- | ---------- | ---------- | ----- | ----- | ------ | ------ |
| 2017/18                    | FC Eindhoven   | Nederland      | Eerste divisie | 1          | 0          | 0     | 0     | 1      | 0      |
| 2018/19                    | FC Eindhoven   | Nederland      | Eerste divisie | 2          | 0          | 0     | 0     | 2      | 0      |
| Carrièretotaal             | Carrièretotaal | Carrièretotaal | Carrièretotaal | 3          | 0          | 0     | 0     | 3      | 0      |
| Bijgewerkt op 21 juni 2019 |                |                |                |            |            |       |       |        |        |